# Circuit de la Versenne
Le circuit de la Versenne, localisé sur la commune Villars-sous-Écot dans le Doubs, a d'abord été un circuit de motocross.
Dans cette discipline, le circuit a connu ses heures de gloires en accueillant le Championnat du Monde 500 cm3 en 1982, puis le Championnat du Monde 250 cm3 en 1986.
L'événement majeur de l'histoire du circuit est l'organisation du Motocross des nationsen 1988, compétition qui a drainé 35 000 spectateurs et vu la victoire de l'équipe des États-Unis.
Après cet événement, le circuit a également accueilli le Championnat du monde de Side-car en 1994, puis le championnat du monde 250 cm3 en 1998, année où le français Sébastien Tortelli disputait le titre à Stefan Everts.
Le club du Moto Club de Villars a depuis construit à côté de ce circuit de motocross un circuit de supermotard. Ce nouveau circuit a accueilli à deux reprises une manche du championnat du monde de Supermotard, en 2006 et 2007.

## Compétitions
Cette rubrique reprend tous les vainqueurs des compétitions mondiales de moto-cross[réf. nécessaire].
| Saison | Pilote vainqueur                    | Nationalité         | Catégorie | Compétition           |
| ------ | ----------------------------------- | ------------------- | --------- | --------------------- |
| 1982   | André Malherbe                      | Belgique            | 500 cm³   | Championnat du monde  |
| 1986   | Jacky Vimond                        | France              | 250 cm³   | Championnat du monde  |
| 1988   | Ron Lechien Ricky Johnson Jeff Ward | États-Unis          |           | Motocross des nations |
| 1994   |                                     |                     | Side-car  | Championnat du monde  |
| 1998   | Stefan Everts                       | Belgique            | 250 cm³   | Championnat du monde  |
| 2015   | Romain Febvre Jeffrey Herlings      | France Pays-Bas     | MXGP MX2  | Championnat du monde  |
| 2017   | Jeffrey Herlings Thomas Covington   | Pays-Bas États-Unis | MXGP MX2  | Championnat du monde  |
| 2023   |                                     |                     | MXGP MX2  | Championnat du monde  |